# Чучуке
Чучуке (на сръбски: Чучуке) е село в Черна гора, разположено в община Будва. Намира се на 722 метра надморска височина. Преброяването на населението през 2011 г. показва че селото е безлюдно.

## Население
Численост на населението според преброяванията през годините:
- 1948 – 21 души
- 1953 – 24 души
- 1961 – 26 души
- 1971 – 20 души
- 1981 – 0 души
- 1991 – 10 души
- 2003 – 0 души
- 2011 – 0 души